# نيد فور سبيد: هاي ستاكس
نيد فور سبيد: هاي ستاكس (بالإنجليزية: Need for Speed: High Stakes)‏ ، ويسمى عند النسخة اليابانية (بالإنجليزية:Over Drivin' IV) ، ويسمى في البرازيل والاتحاد الأوروبي (بالإنجليزية:Need for Speed: Road Challenge) ، هي لعبة إلكترونية من نوع المطاردة والسباق، أنتجت سنة 1999 من قبل شركة إلكترونيك آرتس الكندية، وتتوفر مجموعة هائلة من السيارات الرياضية الشهيرة.

## السيارات المتوفرة
تتوفر السيارات الرياضية في اللعبة حسب رغبة المستخدم للعبة، ومنها سيارات شركة فيراري ونيسان وشيفرليه وغير ذلك.

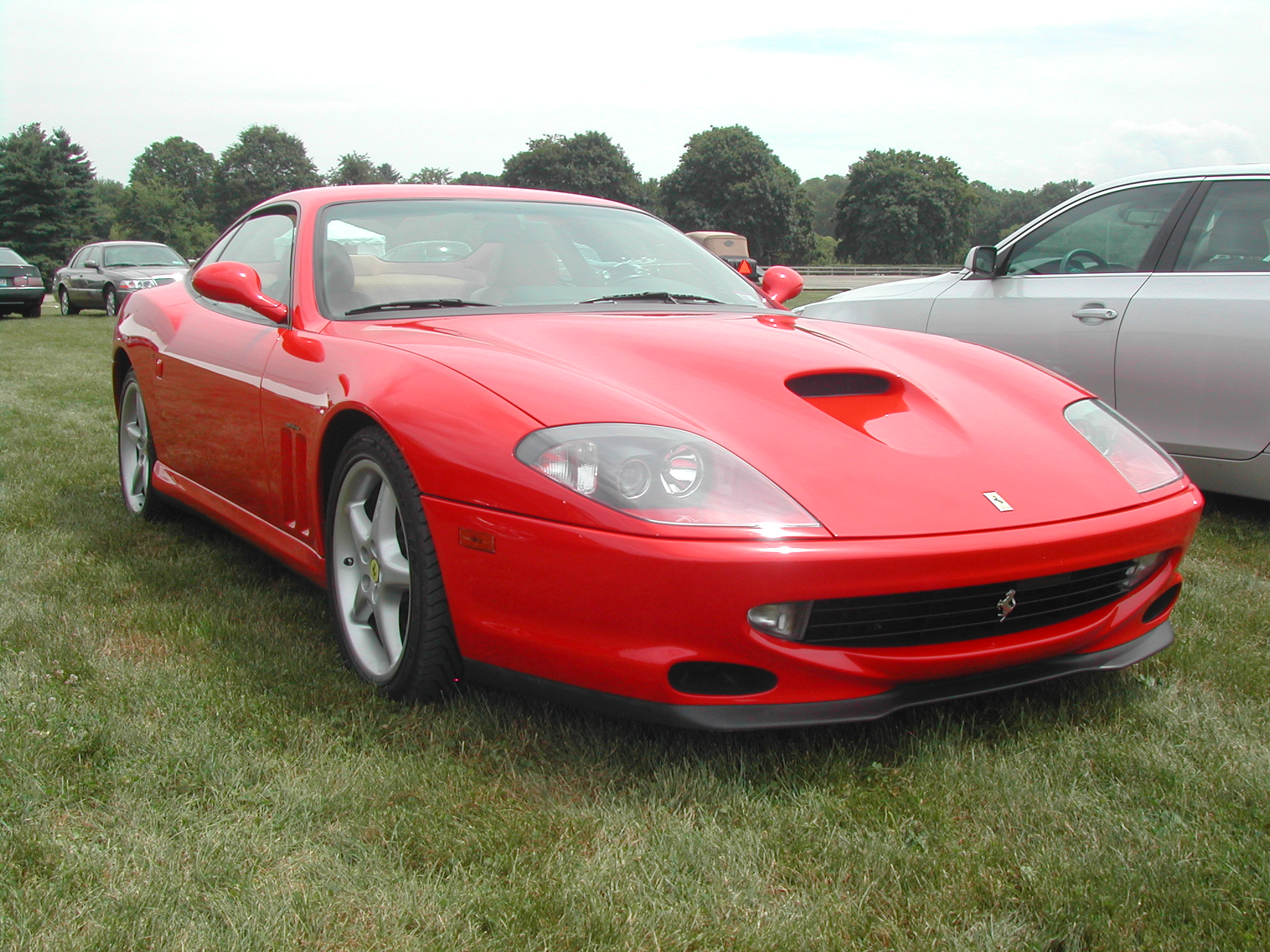
Ferrari 550 Maranello

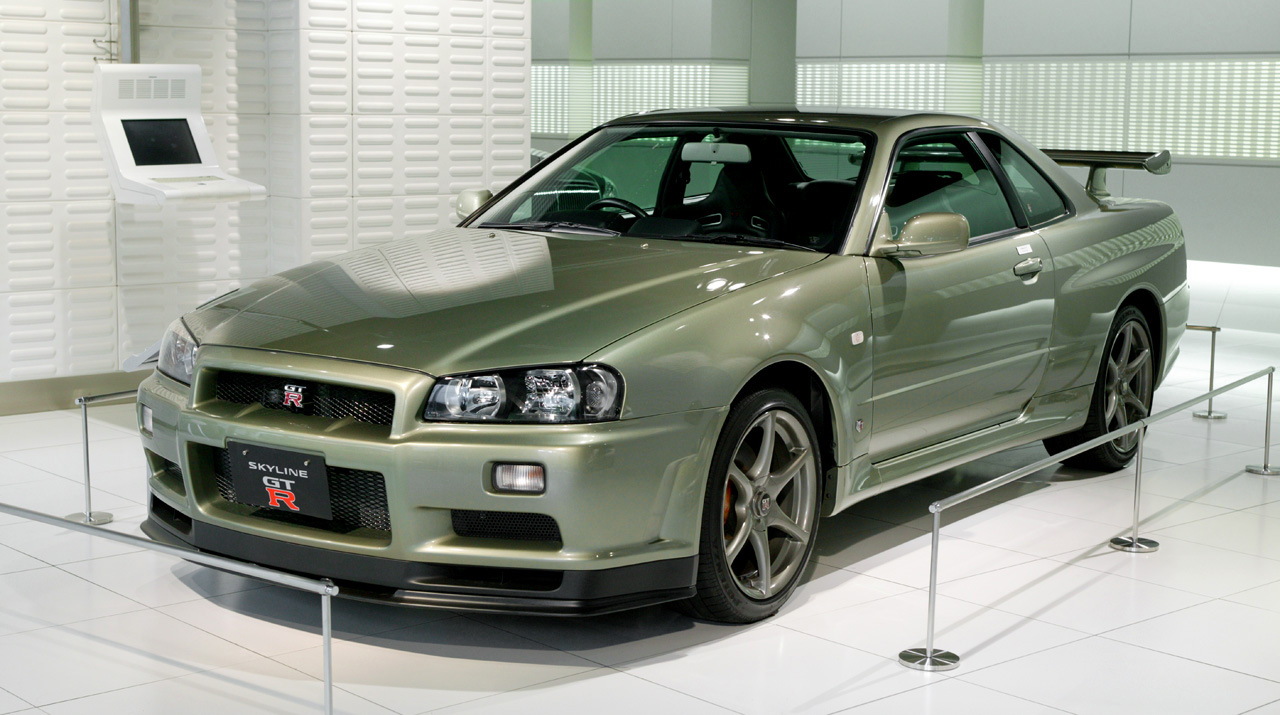
Nissan Skyline GT-R R34

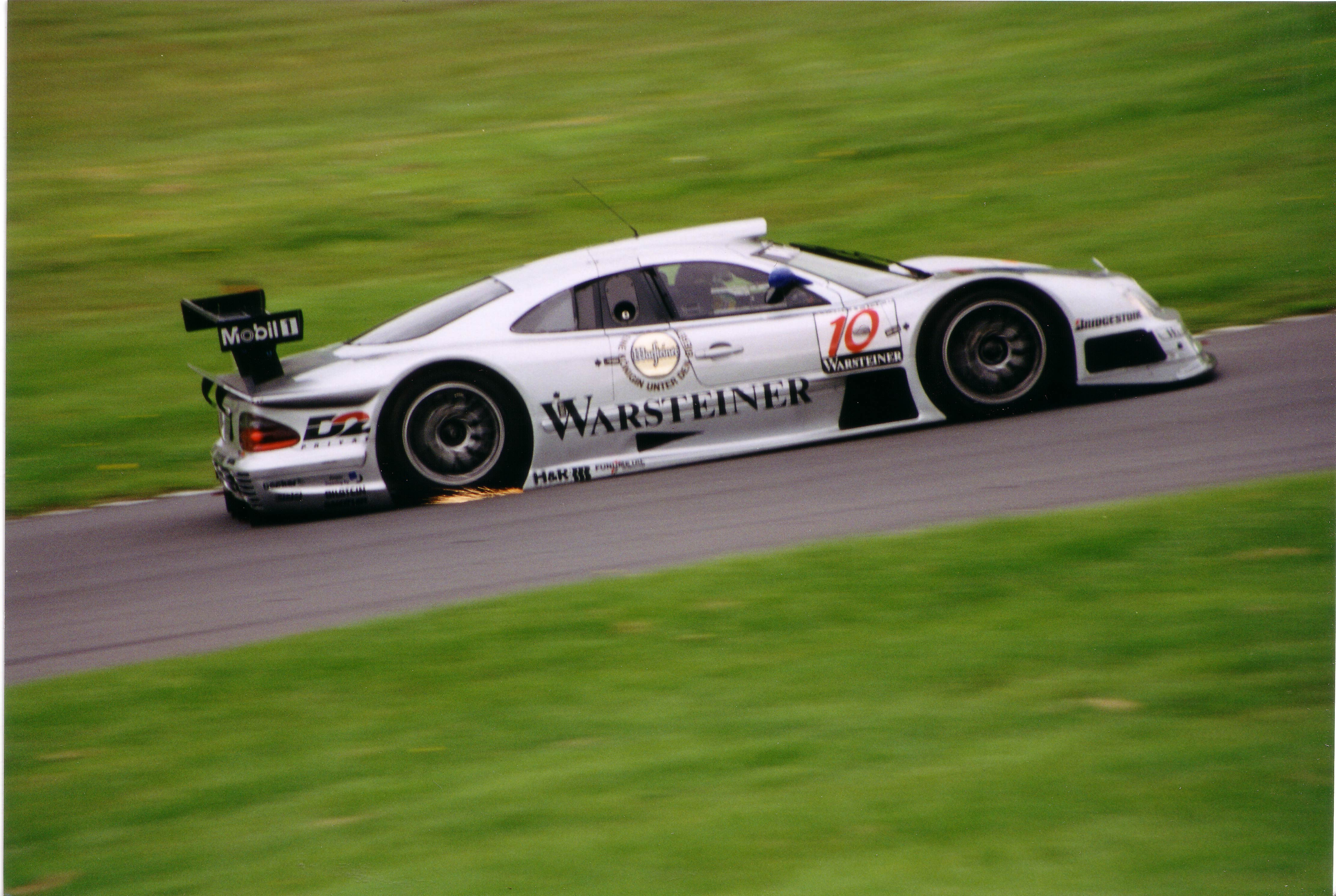
Mercedes Benz CLK-GTR

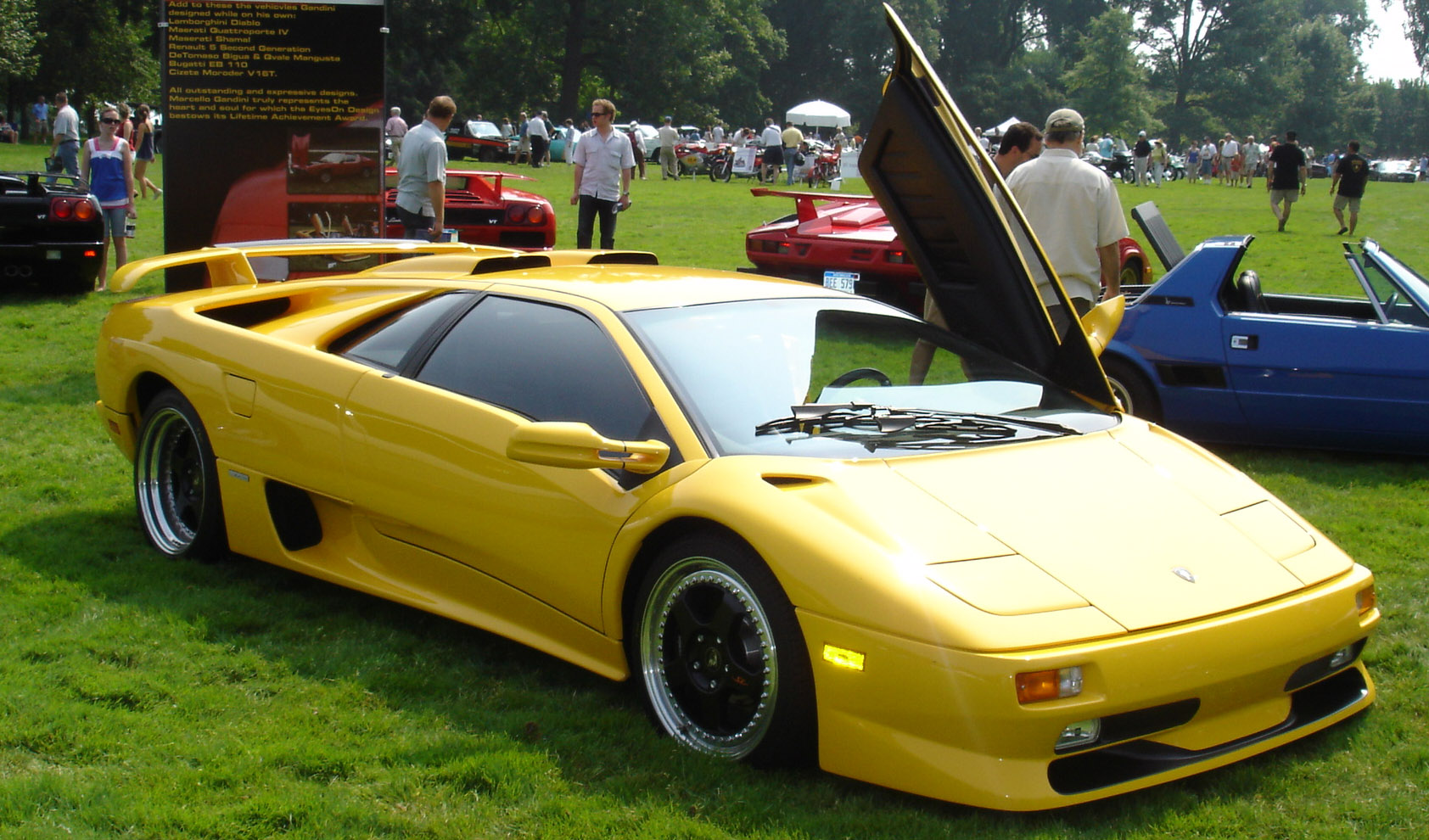
Lamborghini Diablo SV

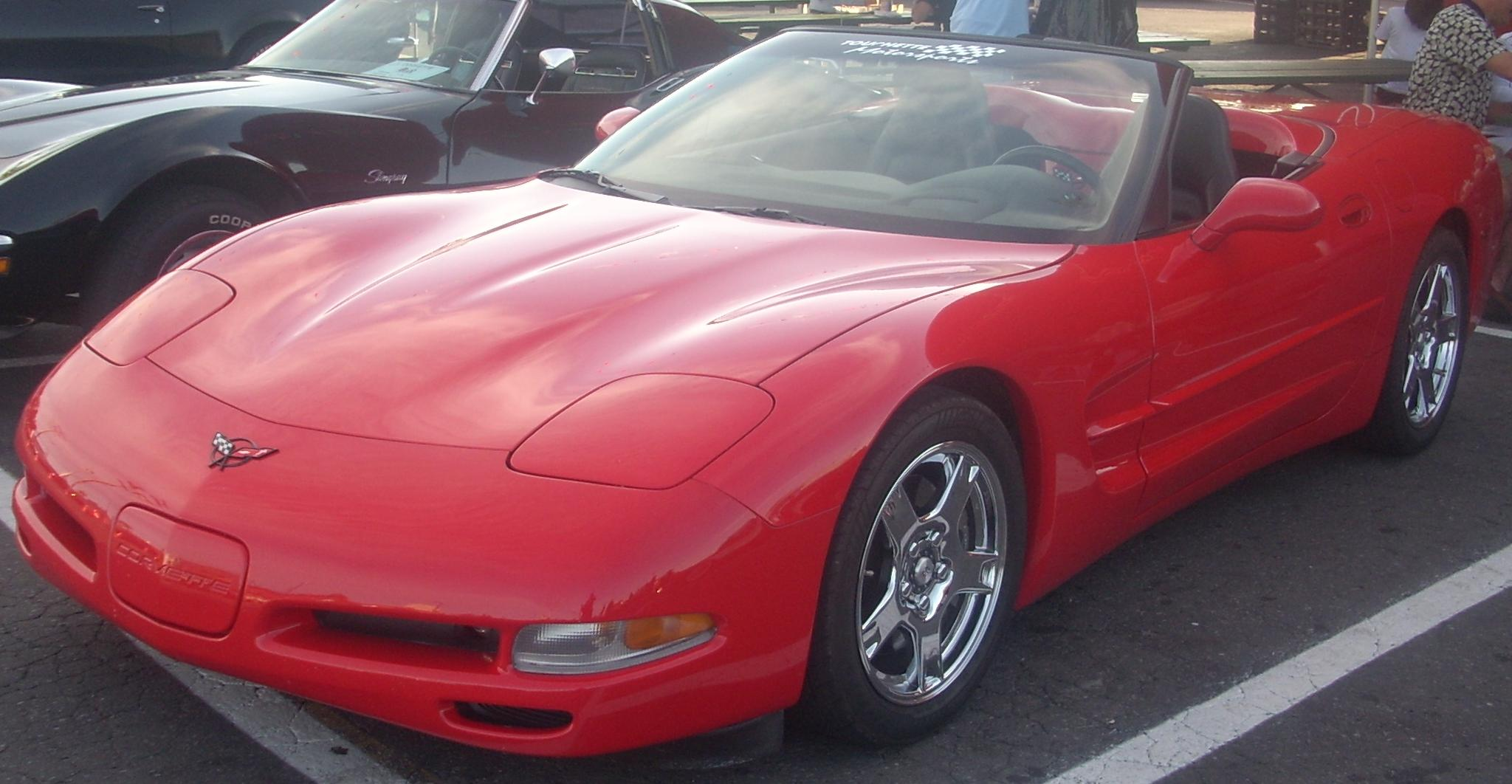
Chevrolet Corvette C5

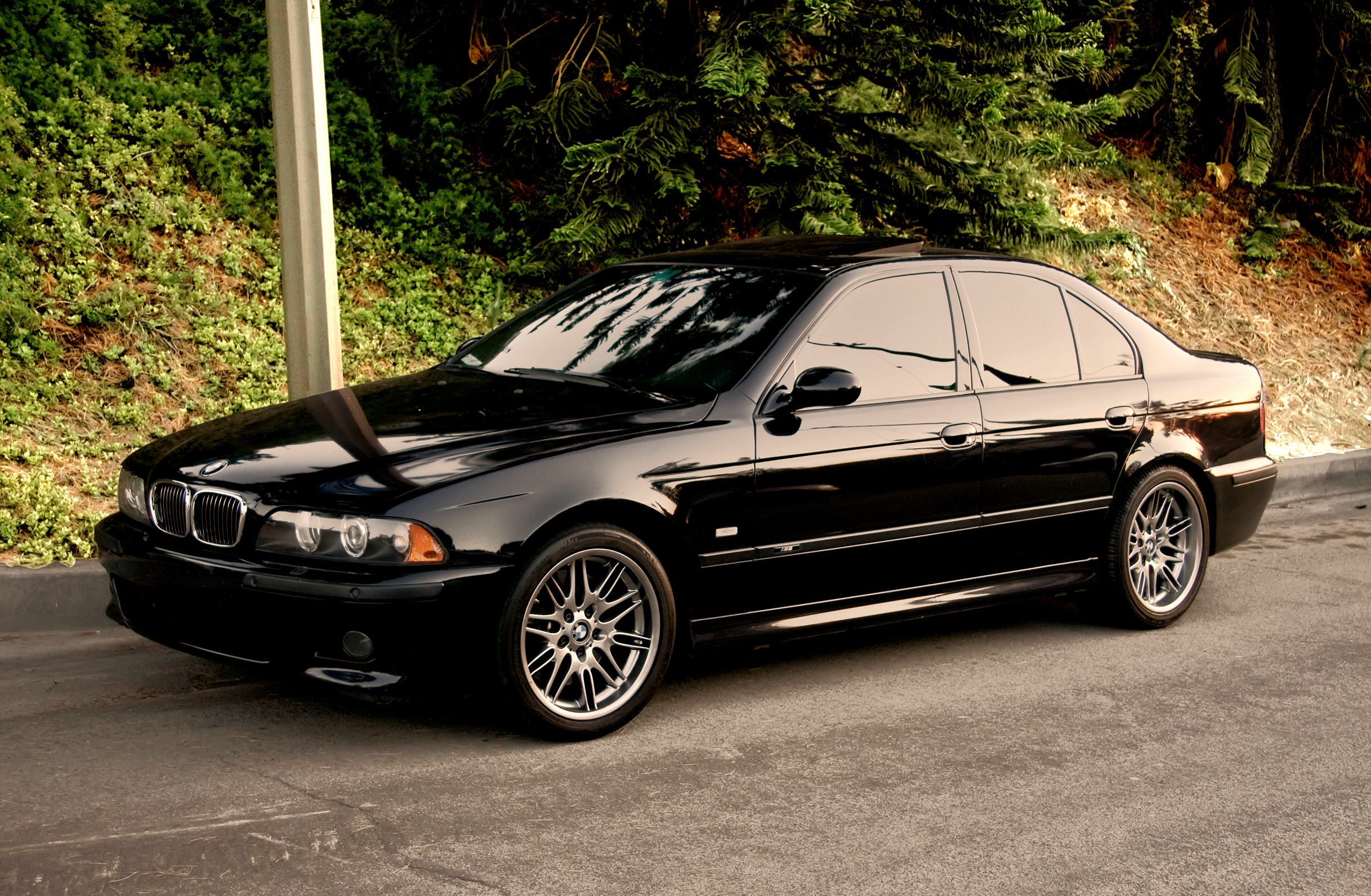
BMW M5

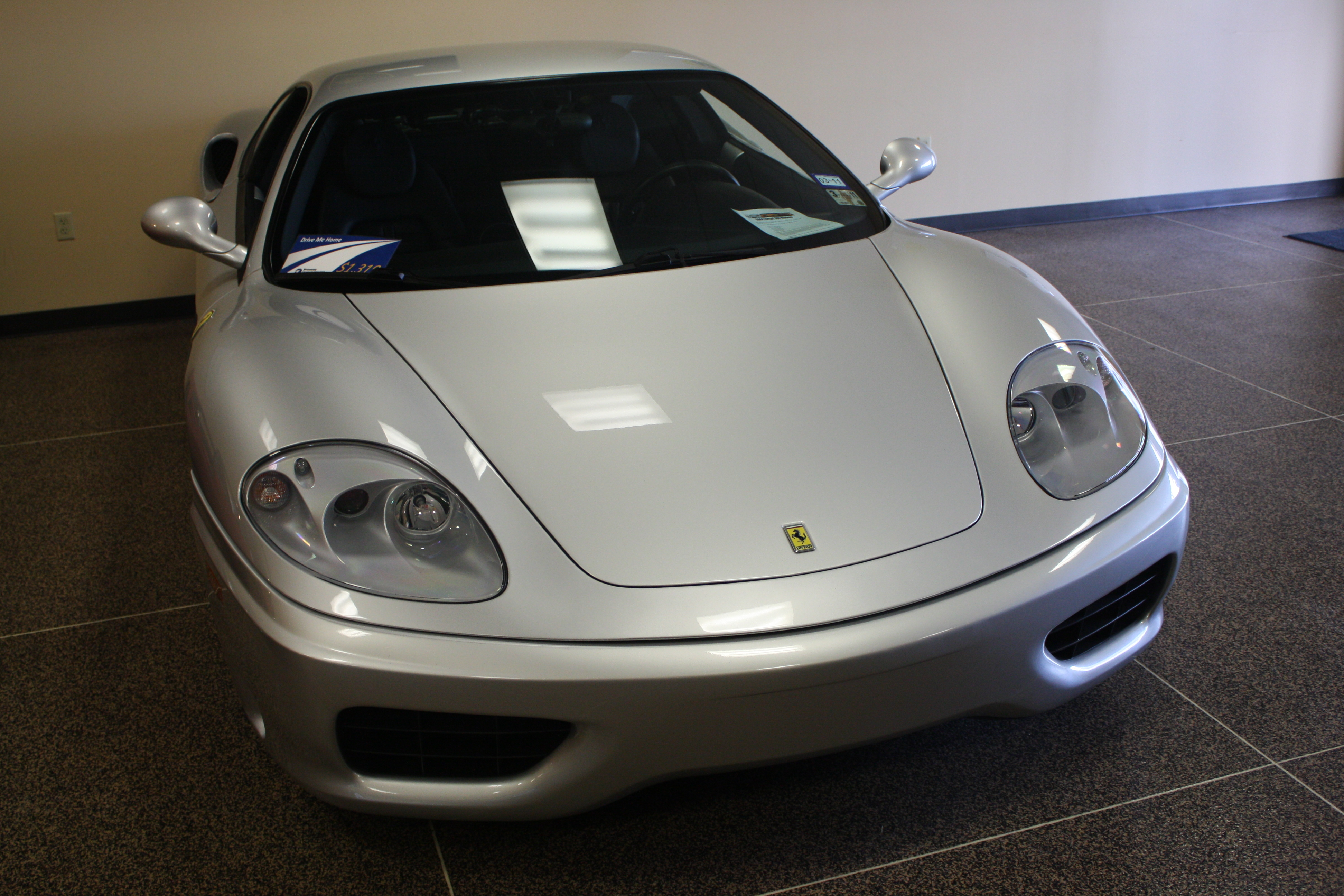
Ferrari 360 Modena

السيارات المتوفرة في اللعبة عبر نظام بلاي ستيشن
- Aston Martin DB7
- بي إم دبليو إم 5
- BMW Z3
- Chevrolet Camaro
- شيفروليه كورفيت سي5
- فيراري 550
- فيراري إف 50
- Ford Falcon XR8 (Australian version only)
- Holden HSV GTS VT(Australian version only)
- Holden Commodore MHRT (Australian version only)
- Jaguar XKR Coupe
- لامبورغيني ديابلو
- McLaren F1 GTR Longtail
- مرسيدس بنز ار 170
- مرسيدس بنز سي ال كى جي تي ار
- Nissan Skyline GT-R R34 (Japanese version only)
- Phantom
- بونتياك فايربيرد
- بورش 993
- Titan

تتوفر السيارات عبر نظام الحاسب الشخصي
- Aston Martin DB7 (PC add-on)
- BMW M Coupe (PC add-on)
- بي إم دبليو أم رودستر (PC add-on)
- بي إم دبليو إم 5
- BMW Z3
- Chevrolet Camaro
- شيفروليه كورفيت سي5
- فيراري 360 (PC add-on)
- فيراري 550
- فيراري إف 50
- Ford Falcon XR8 (Australian version only/PC add-on for other versions)
- HSV SV99(Australian version only/PC add-on for other versions)
- Holden Commodore MHRT (Australian version only/PC add-on for other versions)
- Jaguar XJR-15 (PC add-on)
- Jaguar XKR Roadster
- La Niña
- لامبورغيني ديابلو
- لستر ستورم (PC add-on)
- McLaren F1 GTR
- مرسيدس بنز ار 170
- مرسيدس بنز سي ال كى جي تي ار
- Nissan Skyline GT-R R34 (Japanese version only/PC add-on for other versions)
- Placeholder
- بونتياك فايربيرد
- بورش 993

## منطقة السباق
ظهر اللعبة لأول مرة مكان السباق أو المطاردة في عدة مدن في العالم وهي :
- Landstrasse في ألمانيا.
- Route Adonf في فرنسا.
- Kindiak Park في كندا.
- Snowy Ridge و Dolphin Cove وRaceway 2 في الولايات المتحدة.
- Celtic Ruins في اسكتلندا.
- Durham Road في أستراليا.
- Raceway 3 في إسبانيا.
- Raceway في إيطاليا.

## وصلات خارجية
- نيد فور سبيد: هاي ستاكس على موقع IMDb (الإنجليزية)

- Need for Speed: High Stakes على موبي غيمز
- High Stakes Guide to Online Racing